# Nepenthes saranganiensis
Nepenthes saranganiensis este o specie de plante carnivore din genul Nepenthes, familia Nepenthaceae, ordinul Caryophyllales, descrisă de Sh. Kurata. Conform Catalogue of Life specia Nepenthes saranganiensis nu are subspecii cunoscute.